# 张彬彬 (射击运动员)
张彬彬（1989年2月23日—），福建厦门人，中国国家女子射击运动员。

## 战绩
获得2014年仁川亚运会女子10米气步枪团体金牌。在2016年奥运会女子50米步枪三姿项目上，资格赛中张彬彬成绩为582环，排名第七顺利过关。决赛中以458.4环获得银牌；队友杜丽获得铜牌。